# London Bye, Ta-Ta
«London Bye, Ta-Ta» es una canción del músico y compositor británico David Bowie, grabada en enero de 1970 con el sello Parlophone.
Una versión primitiva del tema fue interpretada por Bowie para la BBC en 1969, pero nunca la lanzó como sencillo ni como parte de ninguno de sus álbumes. Permaneció inédita hasta 1989 cuando fue lanzada en el recopilatorio de rarezas Sound + Vision. Desde ése álbum, la canción ha aparecida en varias cajas recopilatorias póstumas del artista.

## Grabación
Bowie grabó un demo de la canción en su casa a mediados de 1968, acompañado de una guitarra acústica. Está versión fue publicada en la caja recopilatoria de 2019, Conversation Piece.
Una versión de estudio grabada en los estudios Decca en marzo y abril de 1968, durante las mismas sesiones que "In the Heat of the Morning", estuvo pensado en ser publicado como lado B del sencillo. La versión de "Decca" comenzó el 12 de marzo, con overdubs grabados el 29 de marzo y el 10 y 18 de abril. Está grabación fue producida por Tony Visconti, el cual también compuso la sección de cuerda.
Bowie regrabó la canción en 1970 como parte de un contrato con Philips Records. Comenzó durante las sesiones de "The Prettiest Star" el 8 de enero, siendo finalizada el 13 y 15 de enero. La nueva versión de "London Bye, Ta-Ta" estuvo pensada como el lado B de "The Prettiest Star". Marc Bolan tocó la guitarra en ambas versiones, Tony Visconti tocó el bajo eléctrico, Rick Wakeman estuvo en el piano y Godfrey McLean añadió la percusión.

## Versiones en vivo
- Bowie tocó la canción el 13 de mayo de 1969 para el programa de la BBC Radio 1, Top Gear, presentado por John Peel. Fue publicado más tarde en el álbum de 2000, Bowie at the Beeb.[4]
- Una versión grabada con el trío de Tony Visconti (también conocido como the Hype) en el The Sunday Show el 5 de febrero de 1970, introducida por John Peel, fue publicada en Bowie at the Beeb.[5]

## Otros lanzamientos
- La canción fue publicado como lado B del lanzamiento de sencillo de "Ragazzo solo, Ragazza sola" el 14 de julio de 2016.[6]
- La canción ha aparecido en numerosos álbumes compilatorios de David Bowie:
  - Sound + Vision (1989)
  - Conversation Piece (2019)
  - The Width of a Circle (2021)

## Créditos
Créditos adaptados desde the Bowie Bible.
- David Bowie – voz principal, guitarra acústica
- Marc Bolan – guitarra líder
- Tony Visconti – bajo eléctrico
- Rick Wakeman – piano
- Godfrey McLean – batería
- Lesley Duncan, Yvonne Wheatman, Heather Wheatman – coros